# 安行吉蔵
安行吉蔵（あんぎょうきちぞう）は、埼玉県川口市の大字。郵便番号は334-0053。

## 地理
川口市の東部に位置する。伝右川が北側を流れ、草加市と隣接する。南部を東京外環自動車道が横断し、分断しているほかは、ほぼ全域が宅地化している。

## 沿革
もとは江戸期より存在した足立郡に属する吉蔵新田であった。正保以前に開発されている。地名は当地を開発した人物の名前に由来する。
- 1871年（明治4年）11月13日 - 第1次府県統合により埼玉県の管轄となる。
- 1879年（明治12年）3月17日 - 郡区町村編制法により成立した北足立郡に属す。郡役所は浦和宿に設置。
- 1889年（明治22年）4月1日 - 町村制施行より、北足立郡安行村など周辺町村と合併し、安行村が成立。安行村の大字吉蔵新田となる。
- 1956年（昭和31年）4月1日 - 安行村が川口市に編入され、大字吉蔵新田は川口市の大字となり、安行吉蔵と改称された。

## 世帯数と人口
2018年（平成30年）3月1日現在の世帯数と人口は以下の通りである。
| 大字     | 世帯数  | 人口    |
| -------- | ------- | ------- |
| 安行吉蔵 | 999世帯 | 2,692人 |

## 小・中学校の学区
市立小・中学校に通う場合、学区（校区）は以下の通りとなる。
| 番地 | 小学校               | 中学校               |
| ---- | -------------------- | -------------------- |
| 全域 | 川口市立安行東小学校 | 川口市立安行東中学校 |

## 交通
地区内に鉄道は敷設されていない。埼玉高速鉄道戸塚安行駅からほど近い。

## 道路
- 東京外環自動車道
- 国道298号
- 埼玉県道328号金明町鳩ヶ谷線

## 施設
地区南部を中心に数多くの物流施設や商業施設が立地する。
- 吉蔵町会会館
- 汽車ぽっぽ 第2保育園
- 根堤公園
- 安行さつき公園
- 安行吉蔵第1公園
- 安行吉蔵第2公園
- 安行吉蔵治水緑地